# Wäscheschleuder

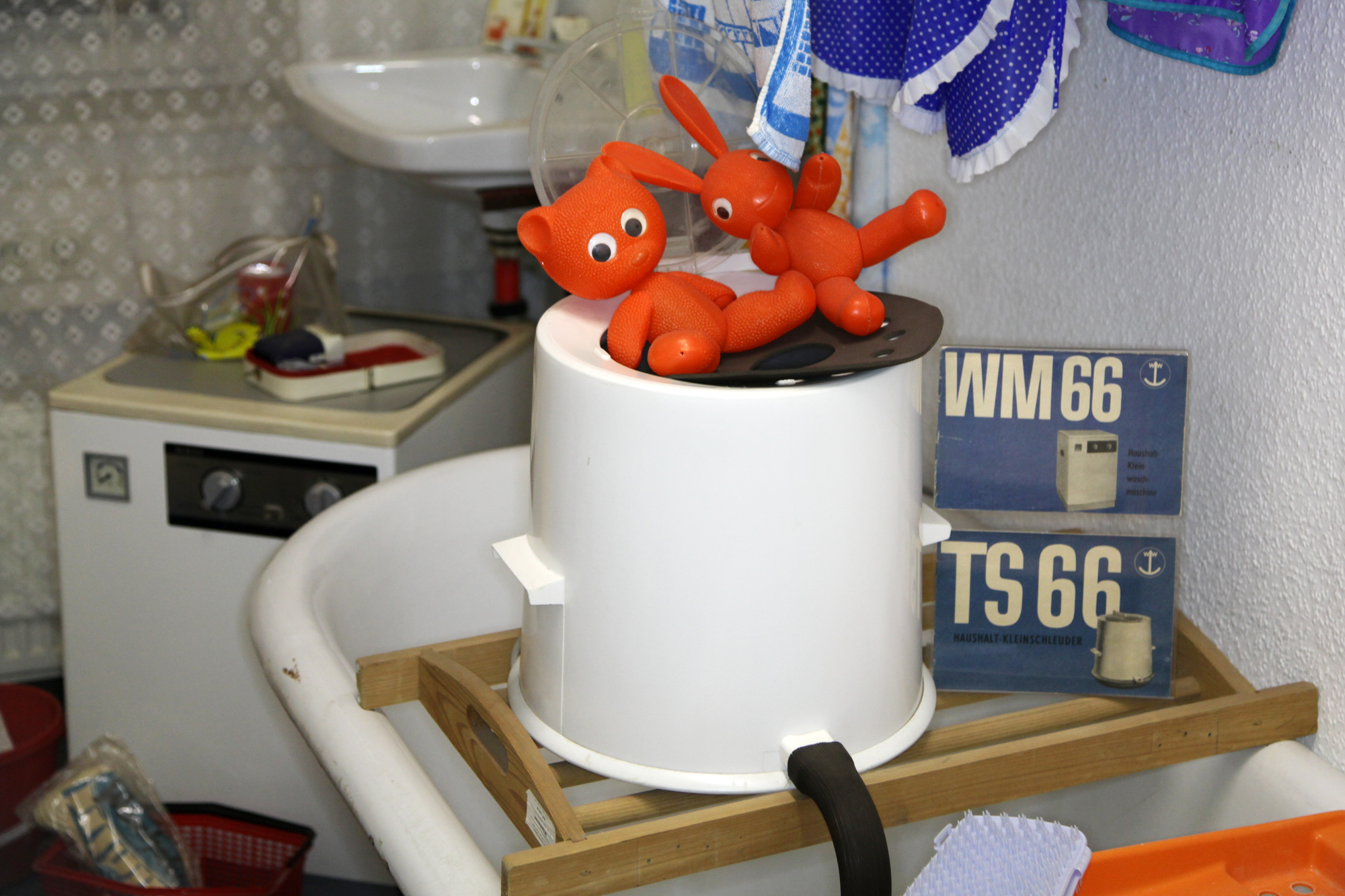
In der DDR verbreitete Tischschleuder Typ TS 66; der unterzulegende luftgefüllte Gummiring fehlt.

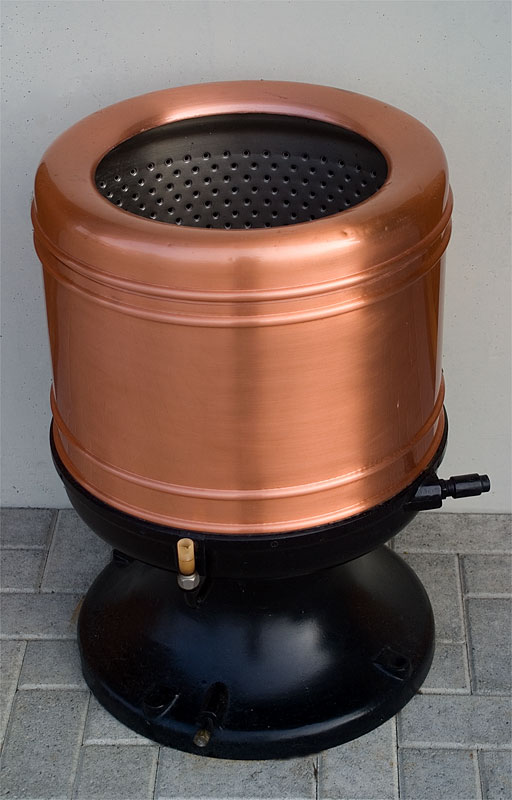
Wäscheschleuder mit Wasserturbinenantrieb aus der Schweiz

Eine Wäscheschleuder (auch Wäschezentrifuge) ist ein Haushaltsgerät in Fassform, welches dazu genutzt wird, feuchte Textilien unter Ausnutzung der Fliehkraft maschinell vorzutrocknen. Heute werden Wäscheschleudern nur noch selten verwendet.

## Entwicklung
Nicht nur die Handwäsche der Textilien, sondern auch das anschließende Auswringen war bis in das späte 19. Jahrhundert eine Arbeit, welche die Armmuskulatur der Wäscherinnen, aber auch das Gewebe der Wäschestücke stark beanspruchte. Man erledigte dies zunächst ausschließlich mit der Hand und später mit einem Wringer oder einer Wäschepresse. Der Wringer besteht aus zwei Gummiwalzen, zwischen denen die Wäsche gepresst wurde. Der Wringer war entweder mit Muskelkraft (Wäschekurbel), später auch elektrisch betrieben und teilweise an der Waschmaschine angebracht. In der Wäschepresse, ähnlich einer Obstpresse, wurden die nassen Wäschestücke durch Herabsenkung eines Kolbens zusammen- und dabei das Wasser herausgedrückt. Manche dieser Pressen funktionierten hydraulisch, wozu der Druck der Wasserleitung ausgenutzt wurde. Dazu war beispielsweise ein dickwandiges Eisengefäß mit Gummi ausgekleidet und das Wasser presste die eingelegte Wäsche aus, indem es den Zwischenraum zwischen Behälter und Gummi anfüllte.
Wesentlich einfacher war der Wasserentzug mithilfe der ersten Wäscheschleudern, die um 1900 entstanden und zunächst noch ohne Motorunterstützung von Hand zu betreiben waren. Dabei sorgten zwei Personen für den notwendigen Antrieb.
In den 1930er Jahren kamen die ersten elektrischen Wäscheschleudern auf den Markt. Sie hatten ein sehr geringes Fassungsvolumen und verfügten noch über keinen verschließbaren Deckel. Dafür hatte die Maschine ein Unterteil aus massivem Eisen, das mit der großen Masse dafür sorgte, dass die Schleuder nicht zu wandern anfing. Das Problem wurde später durch eine federnde Lagerung der Trommel und Gegengewichte aus Stahl oder Beton gelöst. Auch waren die Maschinen nun verschließbar, was eine wesentliche Verbesserung der Sicherheit darstellte, denn die Inbetriebnahme war teilweise nur noch bei verschlossenem Deckel möglich. Das Öffnen des Deckels ist oft automatisch mit dem Abbremsen der Trommel verbunden. Einfachere Wäscheschleudern werden manuell mit einem Pedal abgebremst.

## Funktion
Eine Wäscheschleuder dient dazu, die vom Waschvorgang noch nasse Wäsche derart von Wasser zu befreien, dass sie nachher allenfalls noch feucht ist. Dies geschieht vor allem am Ende des Waschvorgangs vor dem Trocknen, ist aber auch während des eigentlichen Waschens sinnvoll, indem vor dem Spülen in klarem Wasser die Reste des Seifenwassers aus der Wäsche herausgeschleudert werden.
Schleudern bezeichnet allerdings den gesamten Vorgang des Drehens beim Waschen. In die zylinderförmige, hohe Tonne wird die Wäsche in der Öffnung oben eingefüllt und die innenliegende und durchsiebte Trommel wird mit einer hohen Umdrehungszahl rotiert. Durch die bei der Drehung entstehenden Fliehkräfte wird die Wäsche an die Trommelwand gedrückt und dabei entwässert. Das Wasser tritt dabei aus der Wäsche aus und kann die durchlöcherte Trommel verlassen. Unten an der Seite der äußeren Hülle befindet sich ein Auslass, durch den das Wasser abläuft.
Elektrische Wäscheschleudern besitzen entweder selbst eine federnde Aufhängung der Trommel, um die durch Unwucht entstehende Bewegung auszugleichen, oder sie müssen auf einem Gummikissen betrieben werden (Tischschleuder).
Der elektrische Antrieb besteht üblicherweise aus einem Asynchronmotor (Kondensatormotor), dessen Polpaarzahl über die Netzfrequenz die Drehzahl festlegt. So betrug die Drehzahl der in der DDR verbreiteten Tischschleudern etwa 1400 min−1. Ein in der Schweiz weit verbreitetes Modell wurde direkt am Wasserhahn angeschlossen und durch eine Wasserturbine rein mechanisch angetrieben. Heute sind diese Modelle wegen des hohen Trinkwasserverbrauchs nicht mehr üblich.
Zu den auftretenden Kräften siehe das Beispiel im Artikel Zentrifugalkraft.

## Geschichte

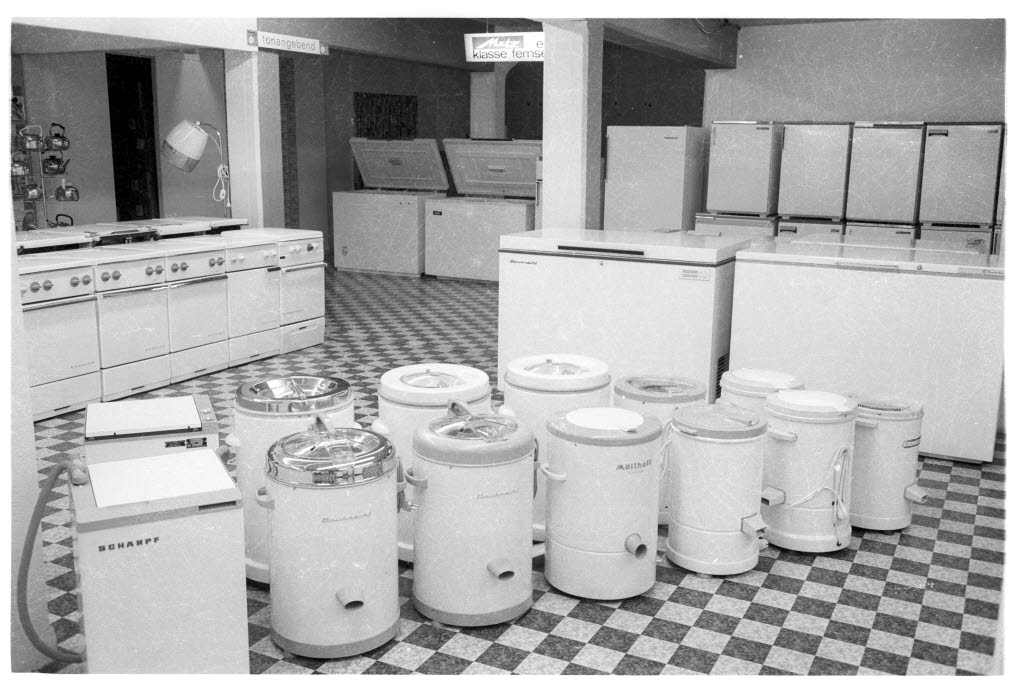
Verschiedene Wäscheschleudern in einer Verkaufsausstellung (1965)

Die ersten, in den 1930er Jahren in größerer Stückzahl verkauften Wäscheschleudern waren recht teuer und daher nur für wohlhabende Haushalte erschwinglich. Nach dem Zweiten Weltkrieg, in der Zeit des Wirtschaftswunders erlebte die Wäscheschleuder ihre Hochblüte. Einerseits waren nun größere Bevölkerungsschichten finanziell in der Lage, eine Wäscheschleuder zu kaufen, andererseits sanken die Preise. Zu dieser Zeit wurde in vielen Haushalten noch von Hand gewaschen, sodass eine Arbeitserleichterung durch die Wäscheschleuder willkommen war; viele der damals üblichen Waschmaschinen besaßen zudem noch keinen Schleudergang, auch einfache Bottichwaschmaschinen, die keine Trommel besaßen und daher gar nicht als Schleuder funktionieren konnten, waren noch weit verbreitet. Anfang der 1960er Jahre besaßen rund 27 % der Haushalte in Westdeutschland eine Wäscheschleuder.
Nach Einführung der Waschvollautomaten, die nach dem Waschprogramm auch einen Schleudervorgang anbieten konnten, verloren die Wäscheschleudern an Bedeutung und sind heute fast vollständig vom Markt verschwunden.
In der DDR betrug der Anteil der beim größten Hersteller (Waschgerätewerk Schwarzenberg) produzierten Waschvollautomaten nur etwa 15 %, sodass dort bis zur Wende Wäscheschleudern üblicher waren. Heute findet man Wäscheschleudern in Privathaushalten daher nur noch selten, nach wie vor anzutreffen sind sie dagegen in Waschsalons und im Umkleidebereich von Schwimmbädern, wo sie von Badegästen zum Ausschleudern ihrer Schwimmkleidung genutzt werden.

## Effizienz
Zum Vergleich der Wirksamkeit von Wäscheschleudern bzw. der Schleuderfunktion bei Waschmaschinen gibt es die Schleuderwirkungsklasse. Die höchste Klasse ist A mit einer Restfeuchte von <45 %. Geringere Restfeuchten lassen sich durch Schleudern kaum erreichen. Die Restfeuchte liegt mit 1000 min−1 bei 60 %, mit 1400 min−1 um 50 % und mit 1600 min−1 bei 45 %. Dabei ist zu bedenken, dass die Zentrifugalkraft und damit die Schleuderwirkung bei größeren Trommeldurchmessern (Waschmaschinen für 10 kg Wäsche statt 5 kg Wäsche) steigen und die Restfeuchte deshalb nicht direkt von Schleuderdrehzahl, sondern von der Zentripetalbeschleunigung abhängig ist.
Zum Energiesparen hat die Wäscheschleuder ggf. auch heute noch eine Daseinsberechtigung, da immer mehr Haushalte Wäschetrockner betreiben. Hier ist der Einsatz einer Wäscheschleuder zumindest dann energetisch sinnvoll, wenn die Schleuderdrehzahl des Waschautomaten unterhalb 1.000 min−1 liegt. Aber selbst bei Schleuderdrehzahlen bis 1.500 min−1 kann die Restfeuchtigkeit der Wäsche evtl. mittels einer Schleuder weiter reduziert werden. Die Drehzahl typischer Wäscheschleudern beträgt 1.400 min−1 oder 2.800 min−1 (Asynchrondrehzahlen in Europa bzw. bei 50 Hz Netzfrequenz). Bei 60 Hz liegen die Drehzahlen 20 % höher. Allerdings ist die Drehzahl nur in Verbindung mit dem Trommeldurchmesser aussagekräftig. Die Drehzahl geht quadratisch, der Durchmesser linear in die Schleuderfliehkraft ein. Bei gleicher Drehzahl entwickelt eine 60-cm-Trommel eine doppelt so hohe Fliehkraft wie eine 30-cm-Trommel. Steigt aber bei gleichem Trommeldurchmesser die Drehzahl von 1.400 min−1 auf 2.800 min−1, so erhöht sich die Kraftwirkung auf das 4fache.
In einer Waschmaschine mit 50 cm Trommeldurchmesser wird das Wasser bei 800 min−1 mit dem 180-fachen seiner Gewichtskraft aus der Wäsche gepresst, bei 1200 min−1 mit dem 400-fachen und bei 1600 min−1 mit dem 715-fachen.
Der Energiebedarf zum Entfernen des Wassers aus der Wäsche ist beim Schleudern wesentlich geringer als beim Verdampfen bzw. Verdunsten (Trockner, Aufhängen der Wäsche in der beheizten Wohnung). Daher ist jeder zusätzlich mittels Schleudern entfernte Wasseranteil ein energetischer Gewinn. Nach  entsprechen 10 % weniger Restfeuchte pro Waschladung etwa 0,5…1,5 kWh des Trockners bzw. des Trocknens (mit einem Brennwertkessel kann bei Ansaugung feuchter Zuluft die zum Wäschetrocknen verbrauchte Verdampfungsenthalpie wiedergewonnen werden, siehe dazu Rauchgaskondensation#Energieeffizienz).
Auch für Allergiker, die empfindlich auf Waschmittel und Weichspüler reagieren, kann sich der Einsatz einer Wäscheschleuder positiv bemerkbar machen, da Waschmittelreste mit dem Ausschleudern von Restwasser aus der Wäsche verringert werden, was beim Wäschetrockner nicht der Fall ist.